# Insuperabile
L'Insuperabile  è stata una società calcistica di Siracusa, fondata nel 1923.

## Storia
Nel 1923 emersero ulteriori realtà cittadine, perlopiù di quartiere, che davano vita a tornei amatoriali spesso in strada. Tra queste vanno citate in modo particolare gli azzurri dell'Esperia (isola di Ortigia) e i giallorossi dell'Insuperabile (Borgata Santa Lucia, la terraferma siracusana) divise da una grande rivalità rionale e conseguentemente anche calcistica. 
Nello stesso anno si aggiunse il Circolo Sportivo Tommaso Gargallo, in omaggio al poeta siracusano.
La sera del 1º aprile 1924 avviene la svolta per il calcio cittadino, con la fusione tra Esperia, Insuperabile e 75º Fanteria (la sezione calcistica della Polisportiva Siracusana) nella sezione calcio del Tommaso Gargallo, grazie all'interessamento di Luigi Santuccio e di Genesio Pioletti. Nello specifico, ad eleggere la principale squadra cittadina, fu un quadrangolare organizzato dal Gargallo e partecipato dalle suddette squadre. A vincerlo fu proprio il Gargallo, che batté l'Esperia per 9-0. A fusione avvenuta, la famiglia Gargallo stanziò 5.000 lire per porre le fondamenta economiche della società unificata.